# E-Live 2010
E-Live 2010 is een muziekalbum uitgegeven door Groove Unlimited ter gelegenheid van hun E-Day-festival in 2010. Het album bevat niet eerder uitgegeven werken van muziekgroepen dan wel eenlingen, die optraden tijdens dat festival. Daarbij hoefde de muziek niet aan te sluiten op de muziek, die die artiesten op die dag speelden.

## Muziek
| Nr. | Titel                                              | Duur  |
| --- | -------------------------------------------------- | ----- |
| 1.  | Near UFO (Nattefrost)                              | 8:28  |
| 2.  | Help murder help 2010 (Picture Palace Music)       | 6:36  |
| 3.  | The ceremony of innocence (Mark Jenkins)           | 8:40  |
| 4.  | Midsummer’s morning (Picture Palace Music)         | 5:26  |
| 5.  | Exploration Drive (AirSculpture)                   | 19:32 |
| 6.  | Array of fading flowers (Picture Palace Music)     | 4:39  |
| 7.  | In a forgotten time (deceptive remix) (Nattefrost) | 5:32  |